# كالانغ
كالانغ (بالإنجليزية: Calang)‏ هي village in Indonesia تقع في إندونيسيا في آتشيه.